# لوک دیتریش
لوک دیتریش (به فرانسوی: Luc Dietrich) نویسنده قرن بیستم میلادی اهل فرانسه است.